# 软糖熊
軟糖熊 （德語：Gummibärchen），又譯為甘貝熊、小熊軟糖，是一种糖果，长两厘米，有橡皮般彈性，熊状。彈性来自它的主要成分——明胶。明膠來自動物骨頭等部分，並非素食，德國甘貝熊也有某些改用果膠製造，提供給素食者。

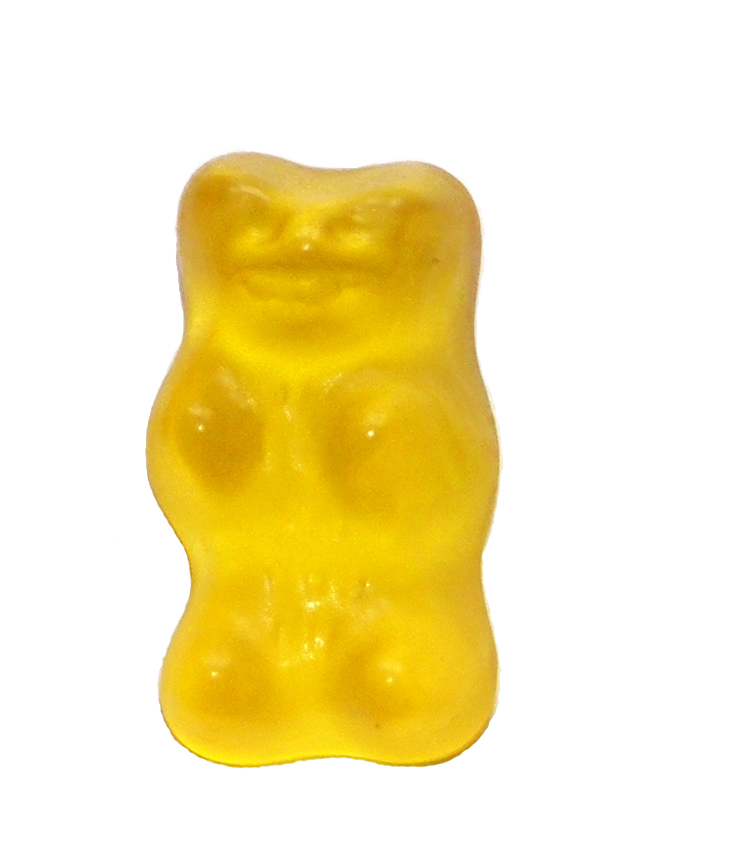
軟糖熊

1922年，德国人老漢斯·黎格发明了“橡皮熊”，1967年由其創立的哈瑞寶公司發展為世界知名的軟糖熊。
於2018年再次於香港開設Pop-up Store，出售各種特別味道，包括黑巧克力海鹽焦糖、單一威士忌巧克力脆外殼、薄荷巧克力魚子醬糖等。

## 配料與生產
傳統軟糖熊由糖、葡萄糖漿、澱粉、香精、食用色素、檸檬酸與明膠混合而成。但軟糖熊的配方並非一成不變，如有機軟糖熊，適於素食主義者與遵守宗教戒律者食用。
軟糖熊的生產使用澱粉模軟糖澆注機這一專門機器。先向裝滿澱粉的托盤裡壓出小熊軟糖形狀的凹坑，再將熱的液態軟糖混合物注入澱粉盤凹坑內，放置過夜冷卻。混合物冷卻定型後，就可將軟糖取出模具並裝袋。模具凹坑的頂端開放，所以軟糖熊只有正面能夠成型，背面則為平面。每種軟糖的原型由設計師由塑料雕刻而成，隨後由機器複製以製作用於生產線的澱粉模具
由牛源性、豬源性與魚源性的明膠製作的軟糖熊不適合素食主義者食用；由豬源性的明膠製作或材料來源未按宗教儀式規範宰殺的軟糖熊不遵守猶太教或清真飲食戒律。在位於土耳其的工廠裡，哈瑞寶公司用牛源性明膠生產清真軟糖熊。除此之外，有些軟糖熊由果膠或澱粉而非明膠製成，適於素食主義者食用。
大型酸味軟糖熊比普通軟糖熊更大更扁平，質感更柔軟，且加入了延胡索酸（富馬酸）或者其它酸質以增添酸味。有些工廠用質地不同的澱粉而非明膠製作酸味軟糖熊，通常狀況下相較於明膠，澱粉使口感更清爽，嚼勁更小。

## 外部連結
- 哈瑞寶 Haribo 官方網站 （页面存档备份，存于）
- 哈瑞寶 Haribo的Facebook專頁
- 哈瑞寶 Haribo 香港官方網站 （页面存档备份，存于）
- 哈瑞寶 Haribo 香港官方的Facebook專頁
- 哈瑞寶 Haribo 香港官方的Facebook專頁